# Claes Hake
Claes Anders Ragnar Hake, född 7 februari 1945 i Mölndal, är en svensk skulptör.

## Verksamhet
Claes Hake utbildade sig i måleri på Valands konstskola i Göteborg från 1963. Senare upptäckte han att skulptur intresserade honom mer. Omkring 1970 arbetade han främst med plastobjekt. Han gjorde bland annat Amerikanaren, en "älgkrona" med den amerikanska flaggans "stars and stripes"-mönster, vilken uppfattades som en politisk symbol. Senare övergick han till att arbeta med lera,  gips och brons, för att därefter övergå till skulpturer huggna i sten.
Claes Hake medverkade vid Borås Internationella Skulpturbiennal 2012 med Dogon i röd granit och Upside Down i vit granit i Stadsparken, vid Viskan.
Han fick Sten A Olssons kulturstipendium 2004.

## Verk i urval
- Huldredans, 1983, Huskvarna Folkets Park i Huskvarna
- Samuraj, 1990, Eriksberg i Göteborg
- Solringen, 1993, Göteborgs universitetsbibliotek och som fontänen Ringen tillsammans med en bassäng i granit på Springvandspladsen i Hjørring i Danmark
- Arch, 1995, Umedalens skulpturpark i Umeå
- Dansen, 1995, Annelundsparken i Borås
- Södra porten, 1995, Göteborg
- Torso, samling på Göteborgs konstmuseum
- ARC, 1995, Ankarsmedjan, Klippan, Göteborg
- Björngrottan, skulptur vid Konsthallen Hishult
- Graue Bewegung ("Grå rörelse", 1996), Oberwesel Skulpturenweg i Oberwesel i Rheinland-Pfalz i Tyskland
- Port, 1998, skulpturparken Konst på Hög i Kumla
- Vattentrappa, 1998, Strömpilens köpcentrum i Umeå
- Moas stenar, 2002, Södertörns högskola, Flemingsberg
- Dephot, 2004, Stockholm
- Spelet kan börja, 2004, Campus Valla i Linköping
- Timboholmsskatten, 2005, Timboholmsrondellen i Skövde
- Pater Noster, 2007, Skulptur i Pilane på Tjörn[2]
- Dogon och Upside Down, 2008,  Stadsparken i Borås
- Minnesmärke över offren för diskoteksbranden i Göteborg den 30 oktober 1998 (2008), Backaplan i Göteborg
- Arch, granit, 2011, Dockplatsen i Västra hamnen i Malmö
- Väktare från Älvdalen, Berga backe i Danderyd

Hake är representerad vid bland annat Göteborgs konstmuseum, Moderna museet och Nationalmuseum i Stockholm.

## Fotogalleri

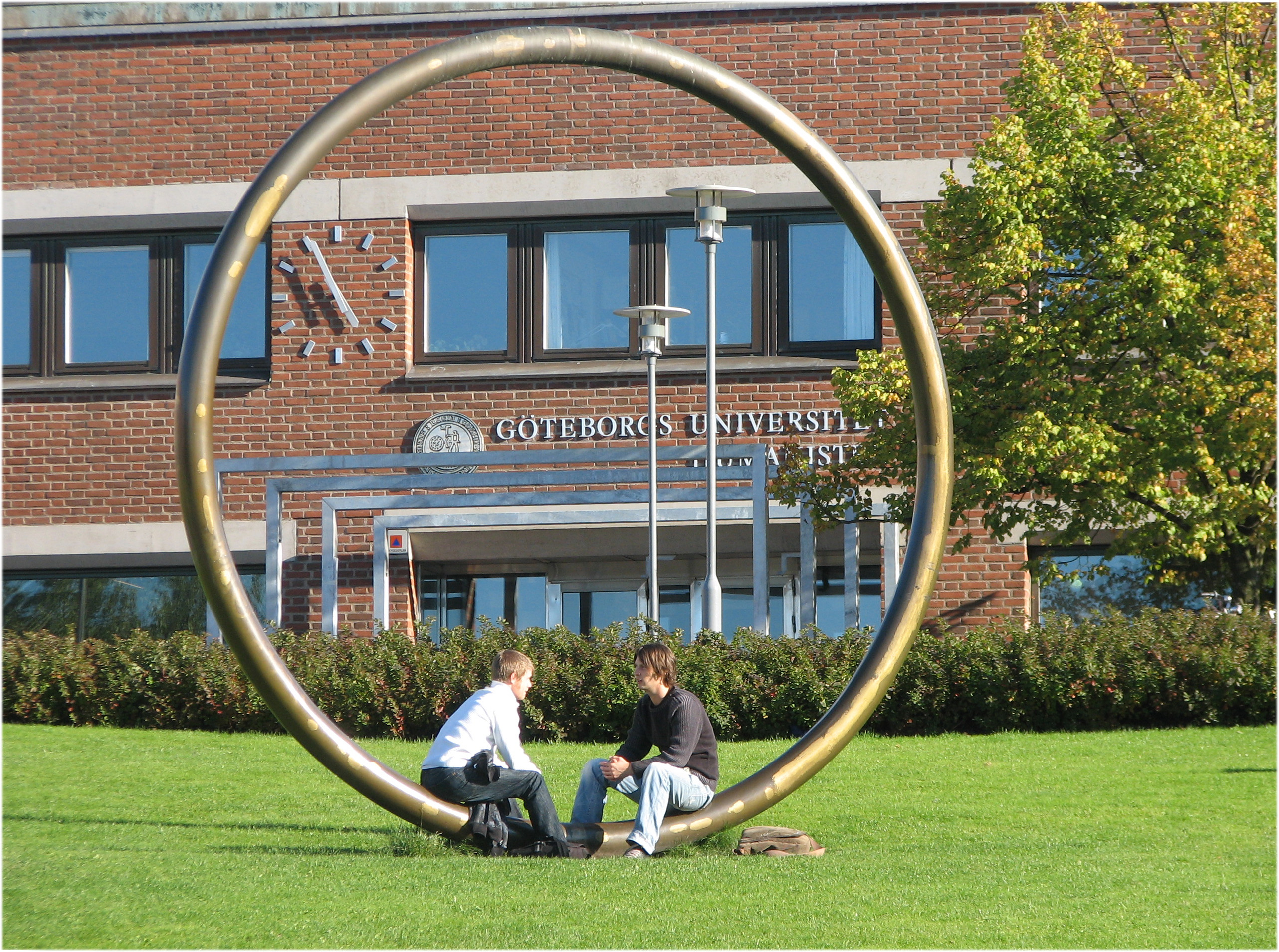
Solringen, Göteborgs universitetsbibliotek
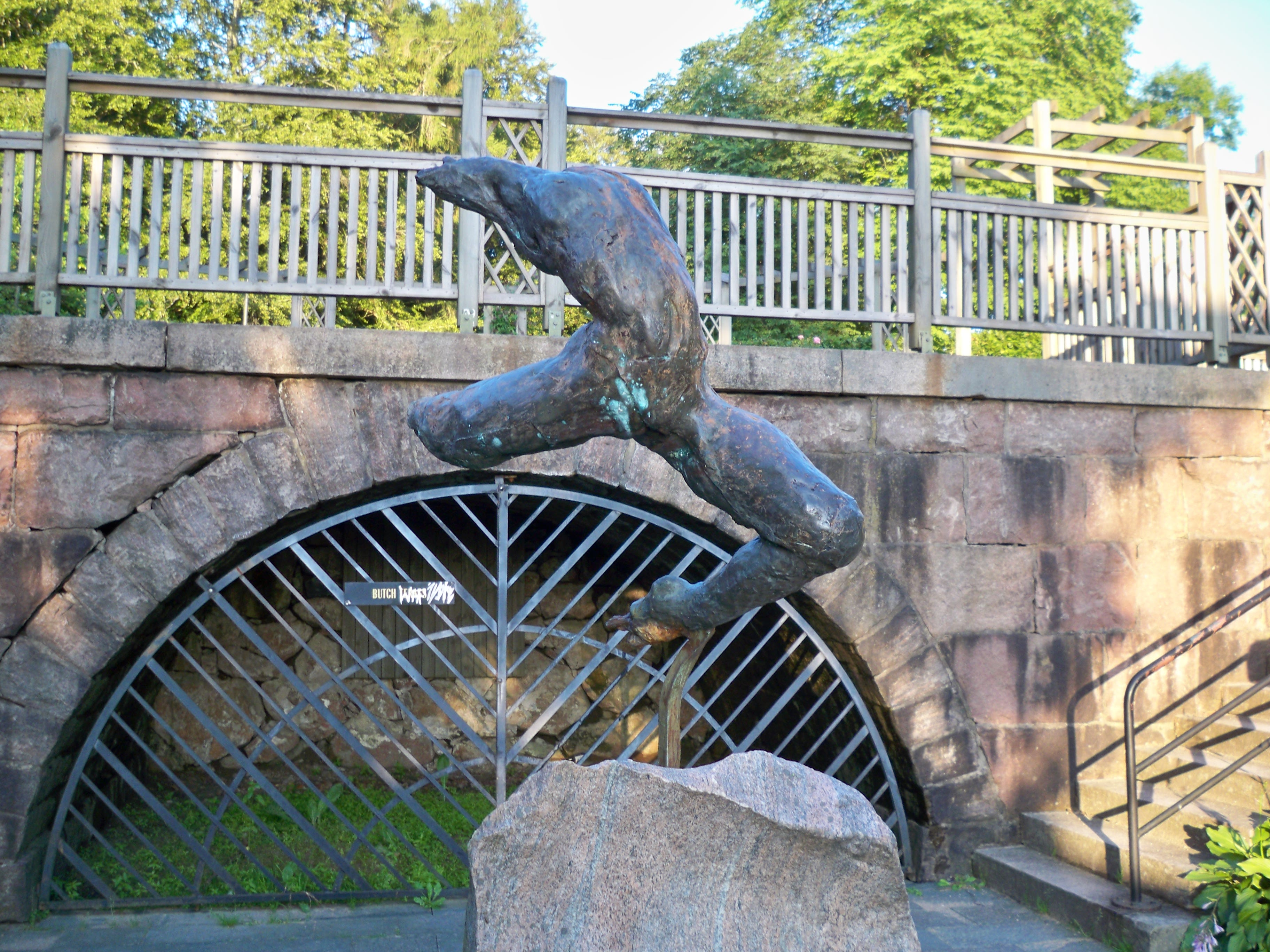
Dansen, på en av Annelundsparkens blomsterterrasser i Borås (numera stulen[6])
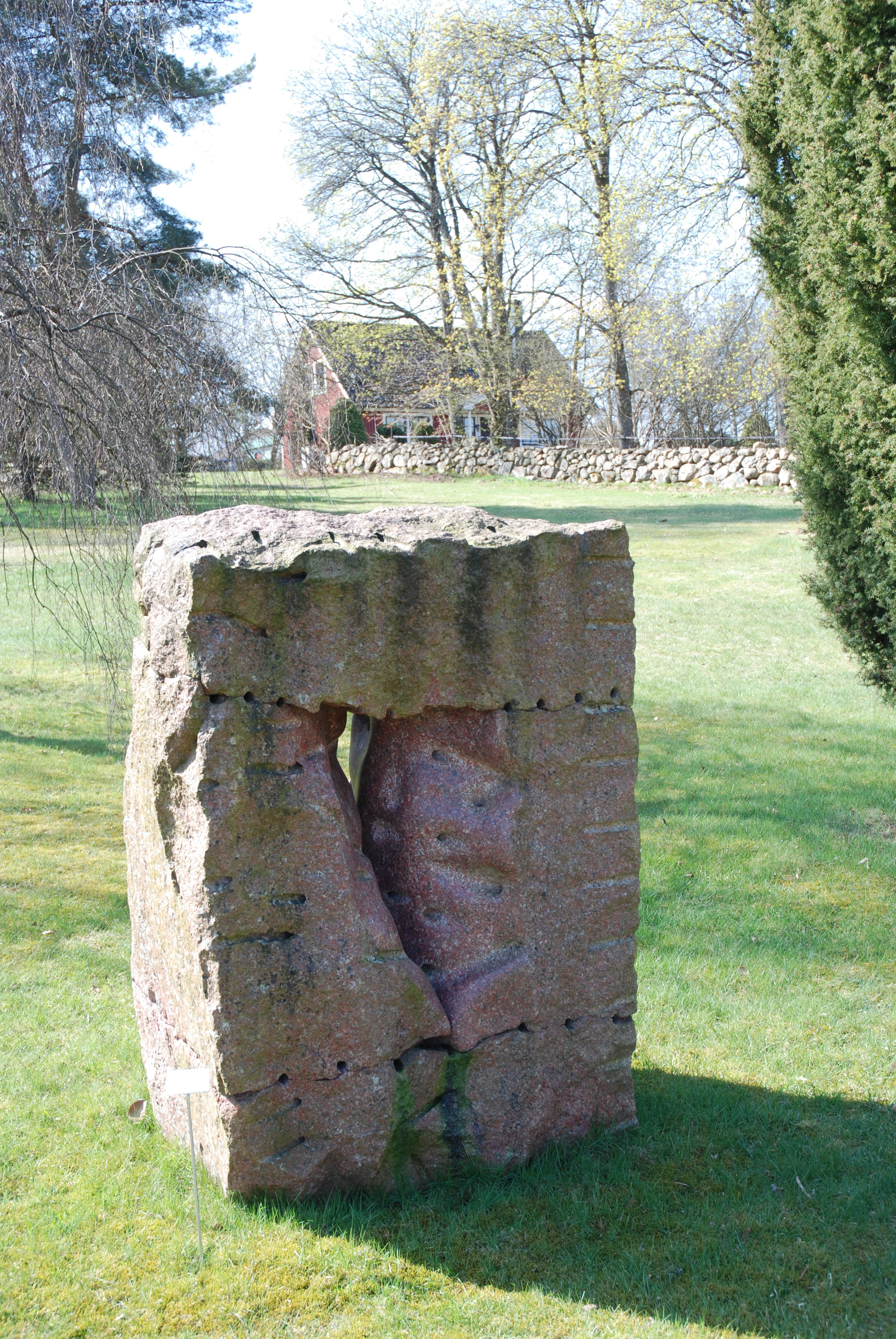
Björngrottan, Konsthallen Hishult
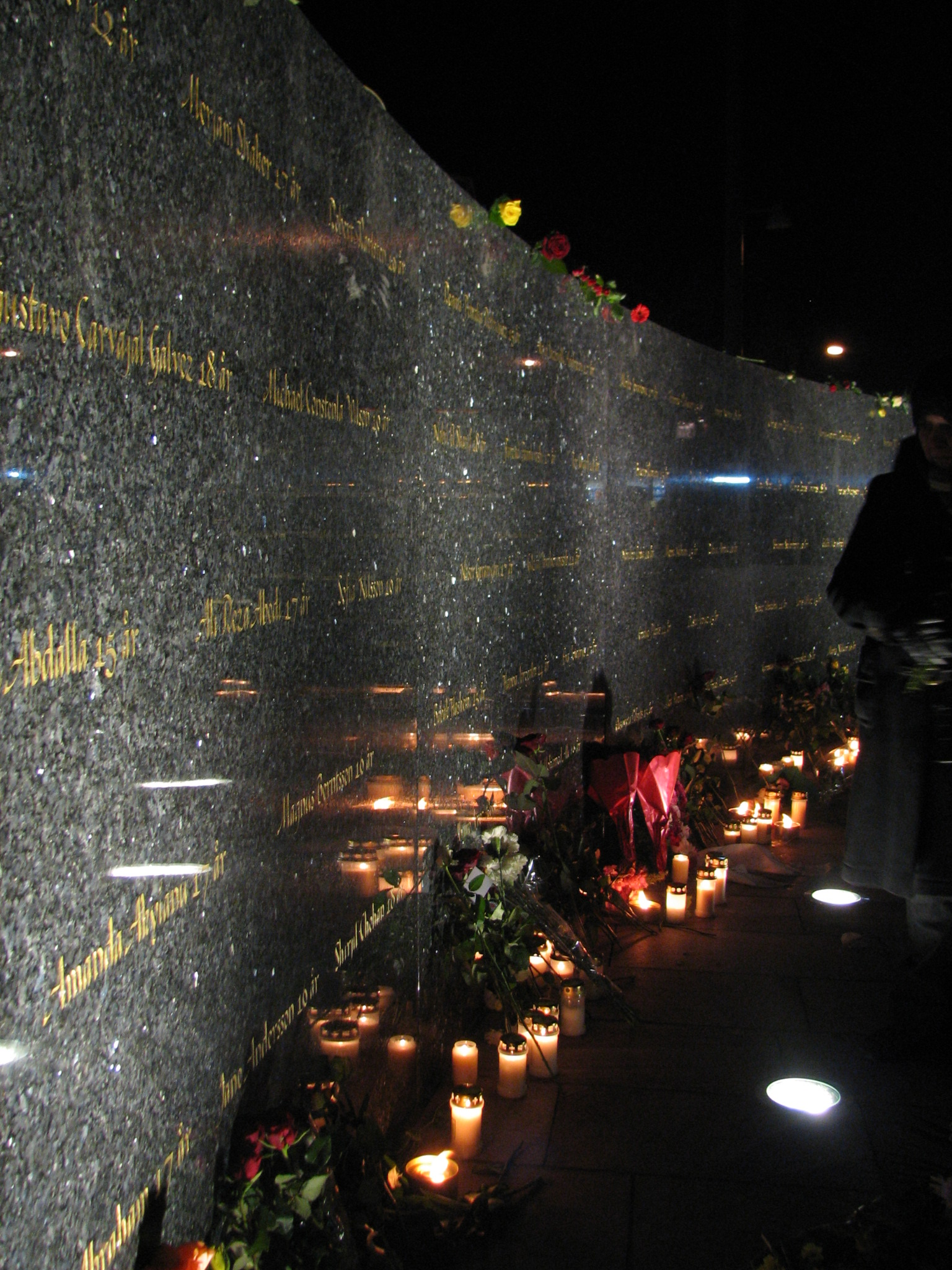
Minnesmärke över de 63 ungdomar som miste livet vid diskoteksbranden i Göteborg den 30 oktober 1998. Backaplan i Göteborg
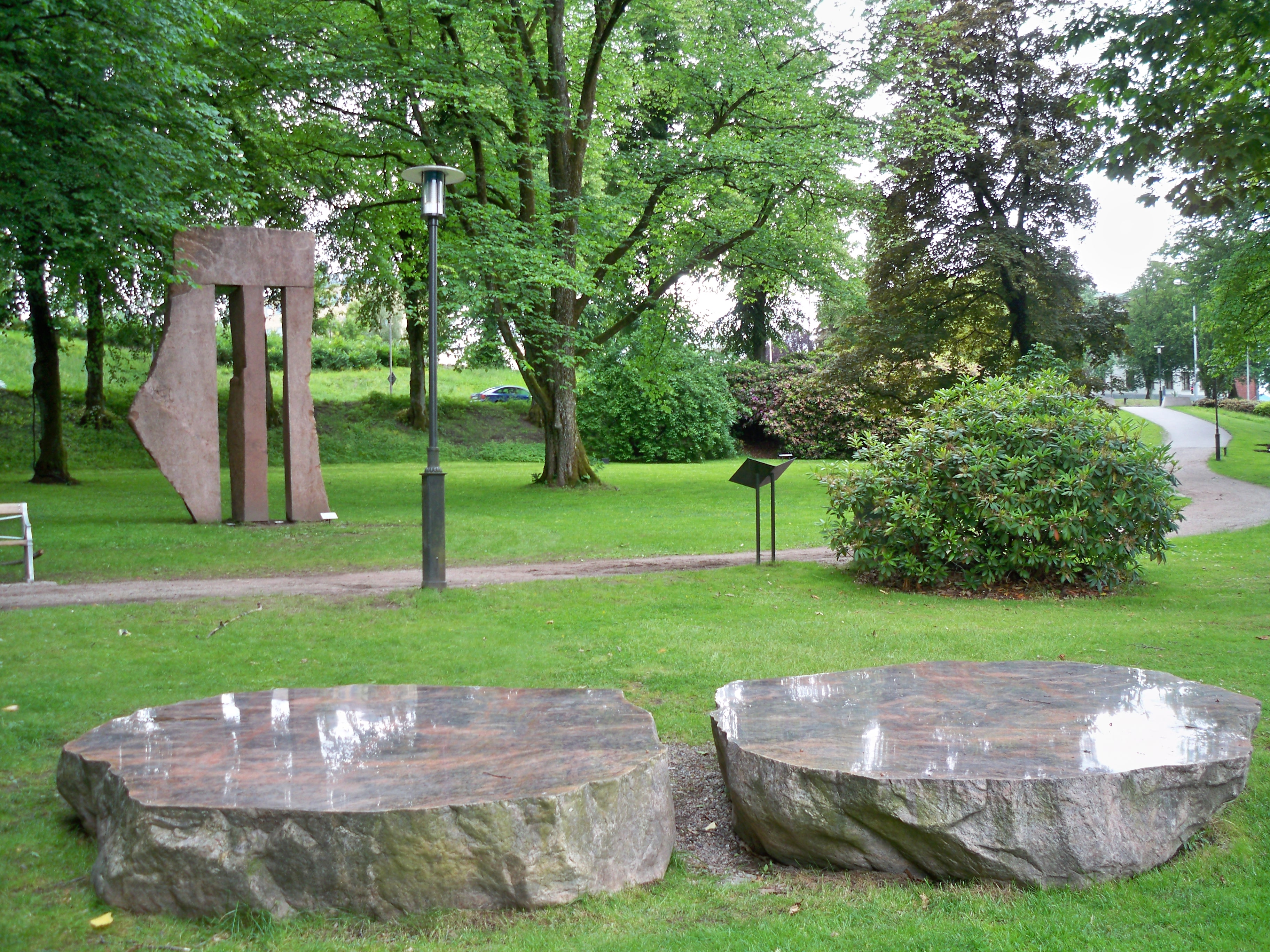
Dogon (röd granit, i bakgrunden) och Upside Down (vit granit, i förgrunden), Stadsparken i Borås
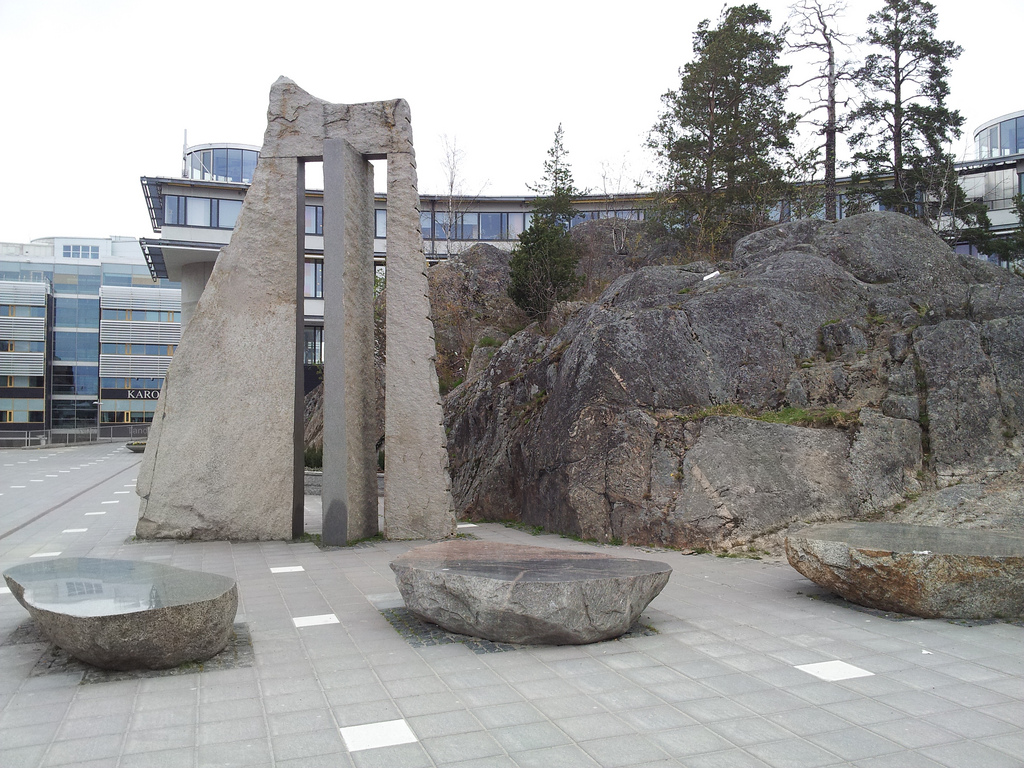
Moas stenar på Södertörns högskola i Huddinge
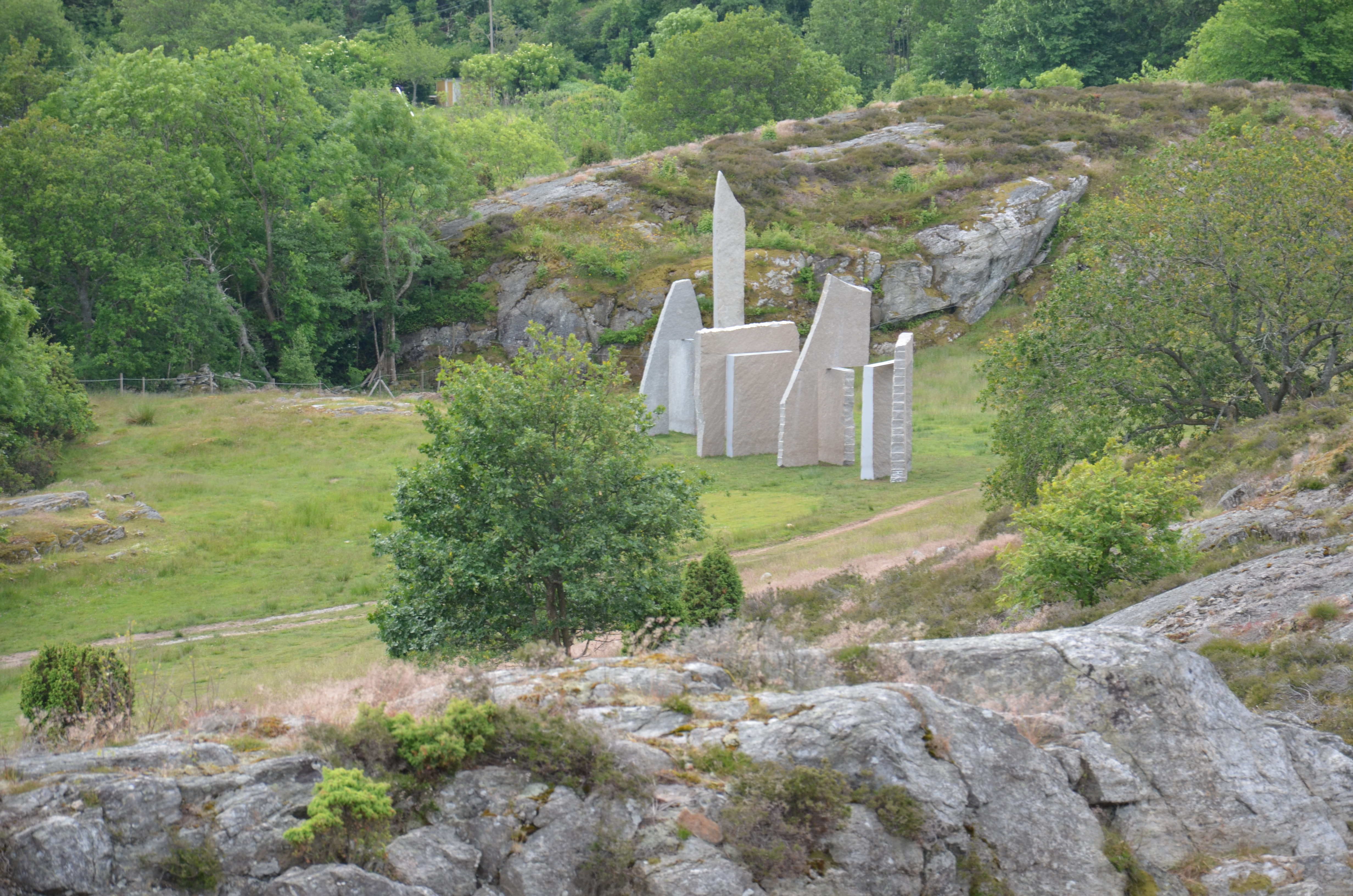
Wall Street, 2012, Pilane på Tjörn
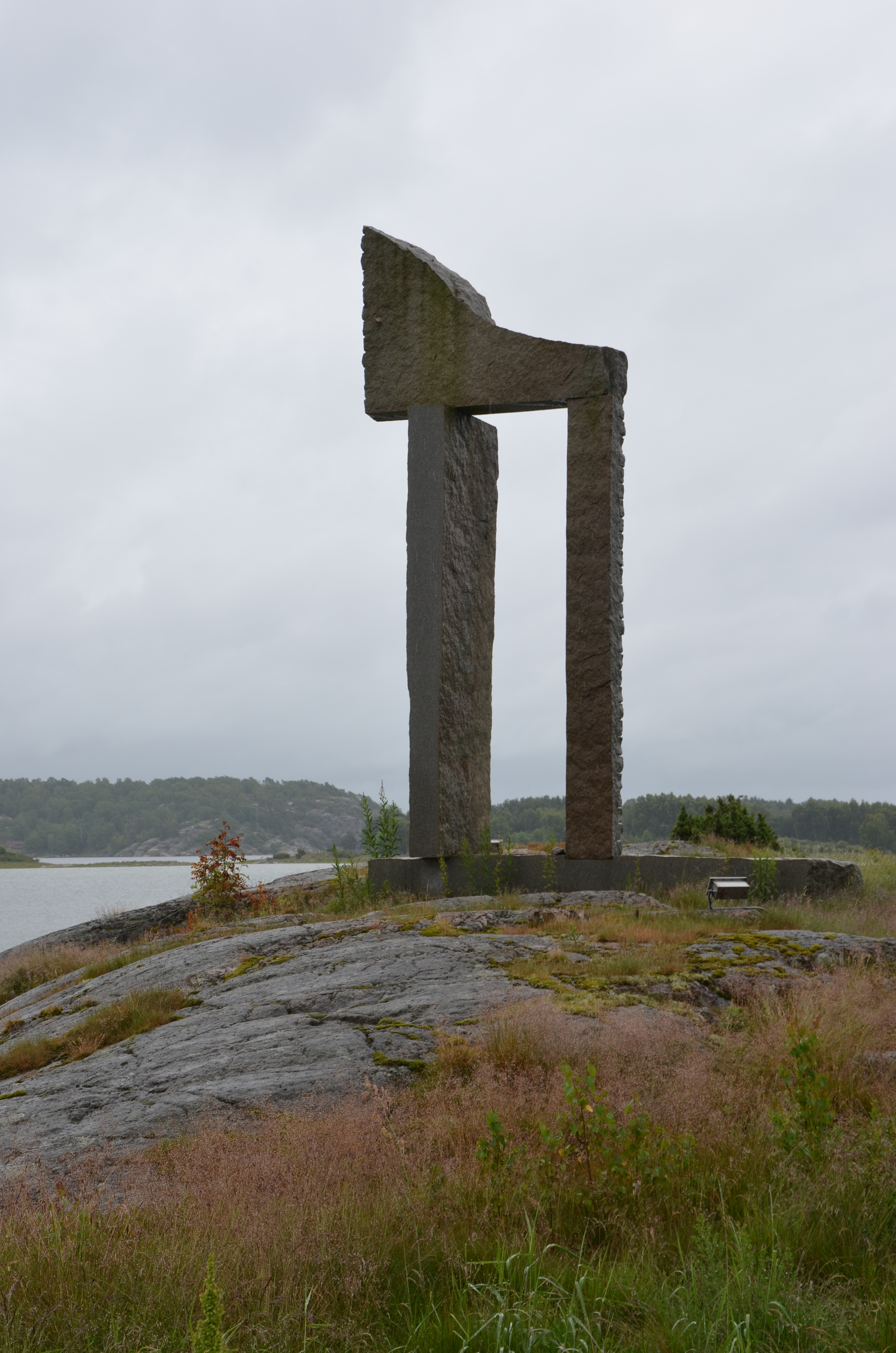
Pater Noster, Myggenäs korsväg på Tjörn
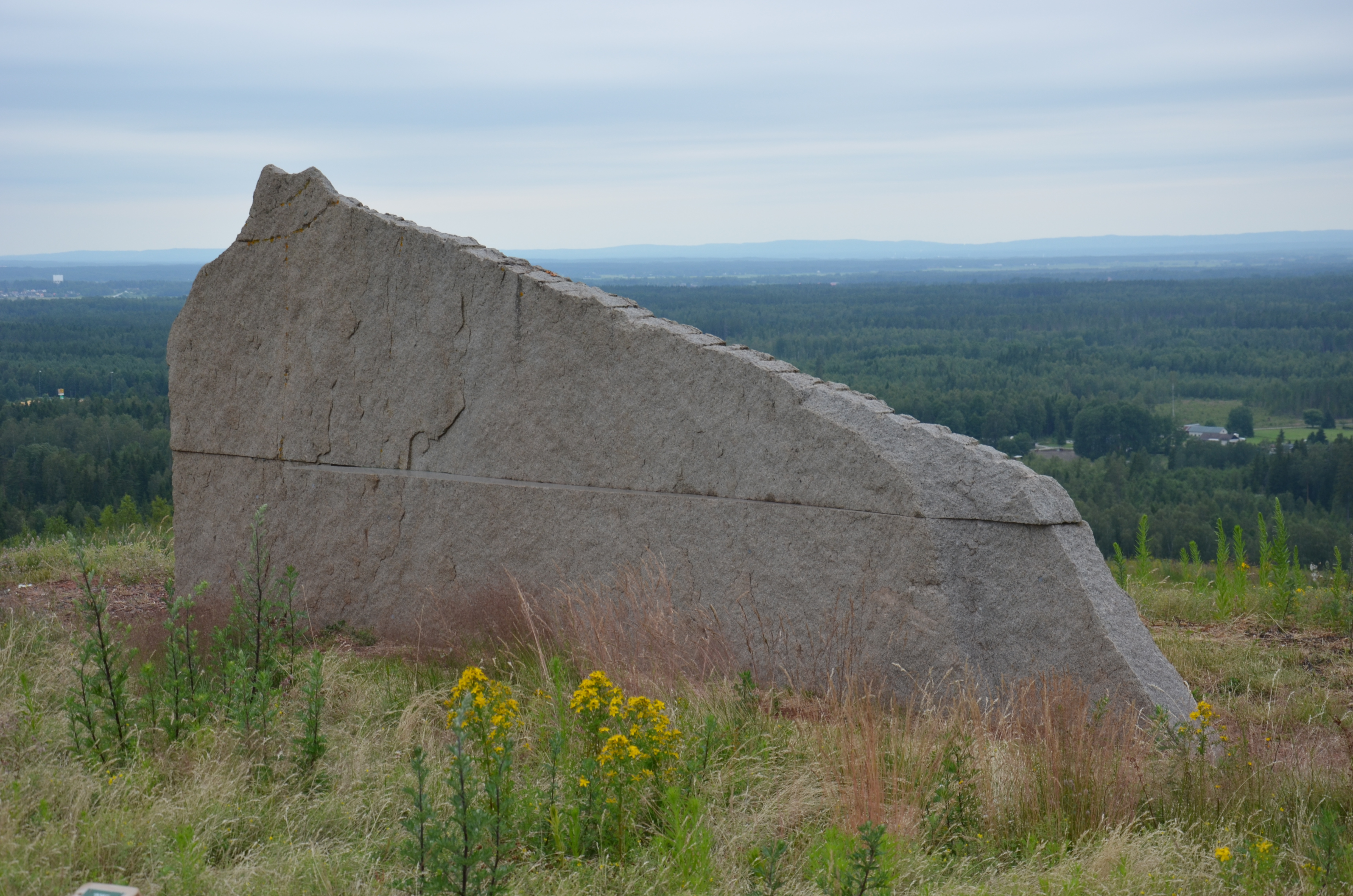
Port, Konst på Hög i Kvarntorp
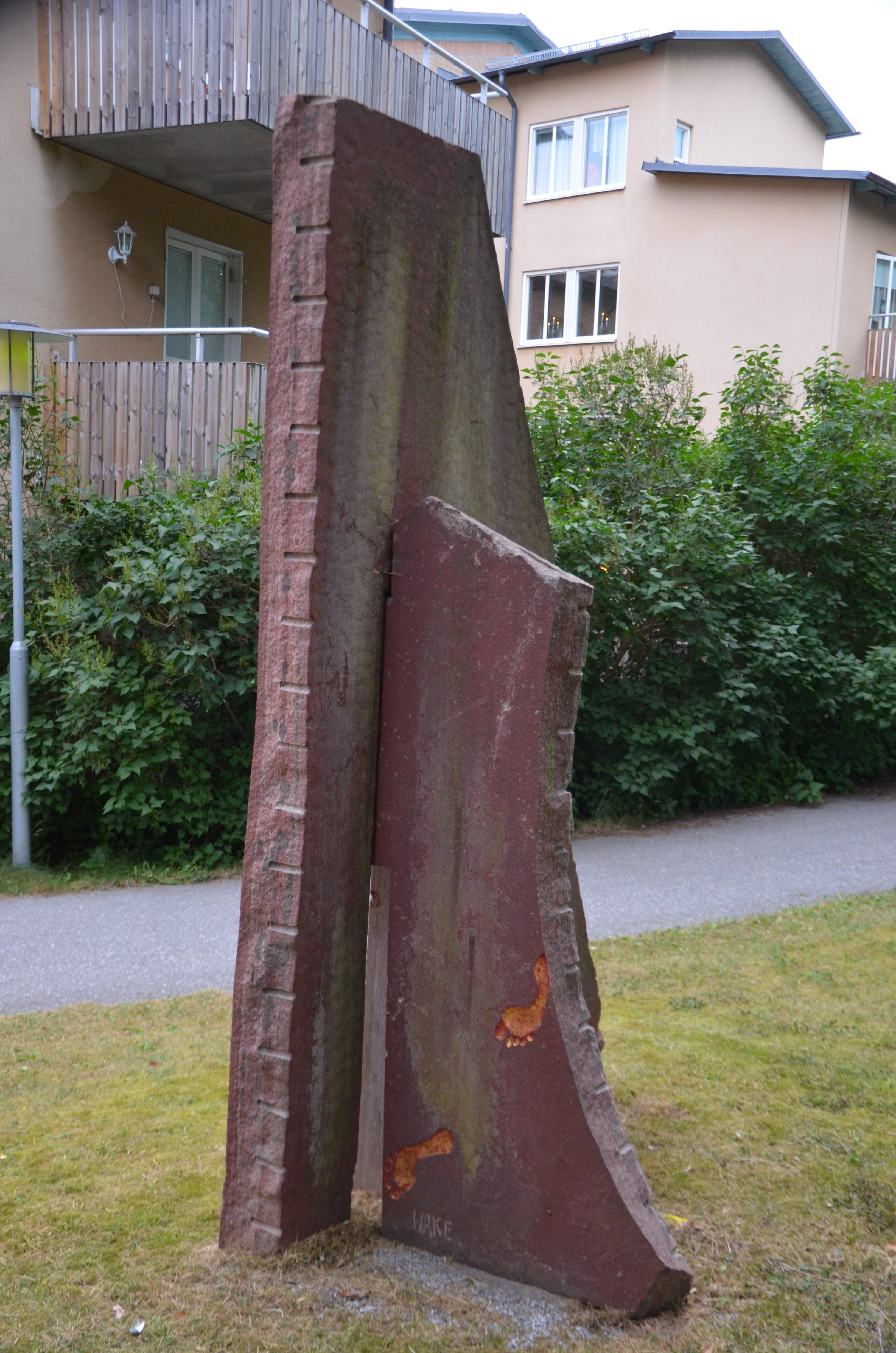
Väktare från Älvdalen i Danderyds kommun
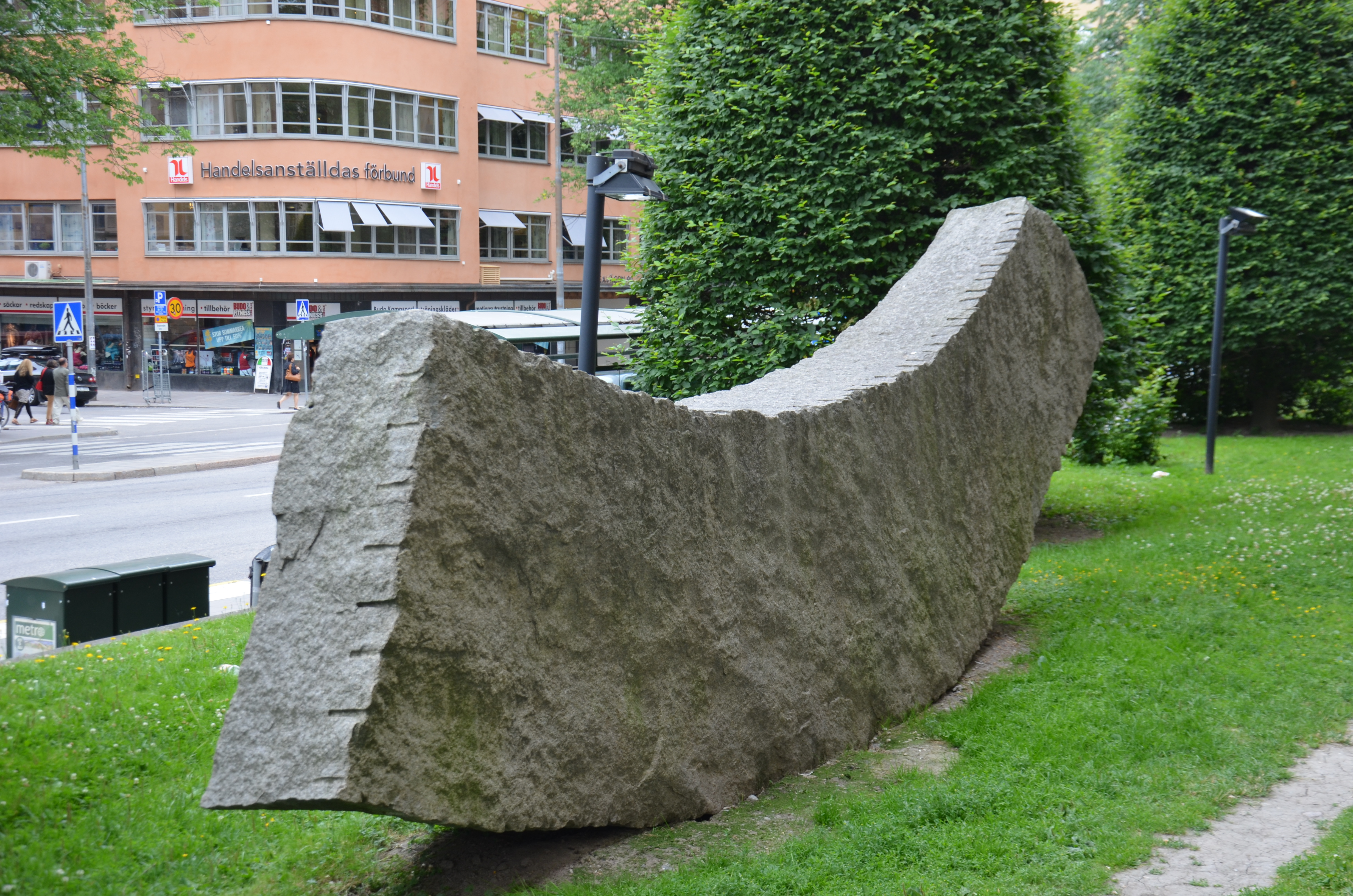
Skulptur utanför Handelshögskolan i Stockholm
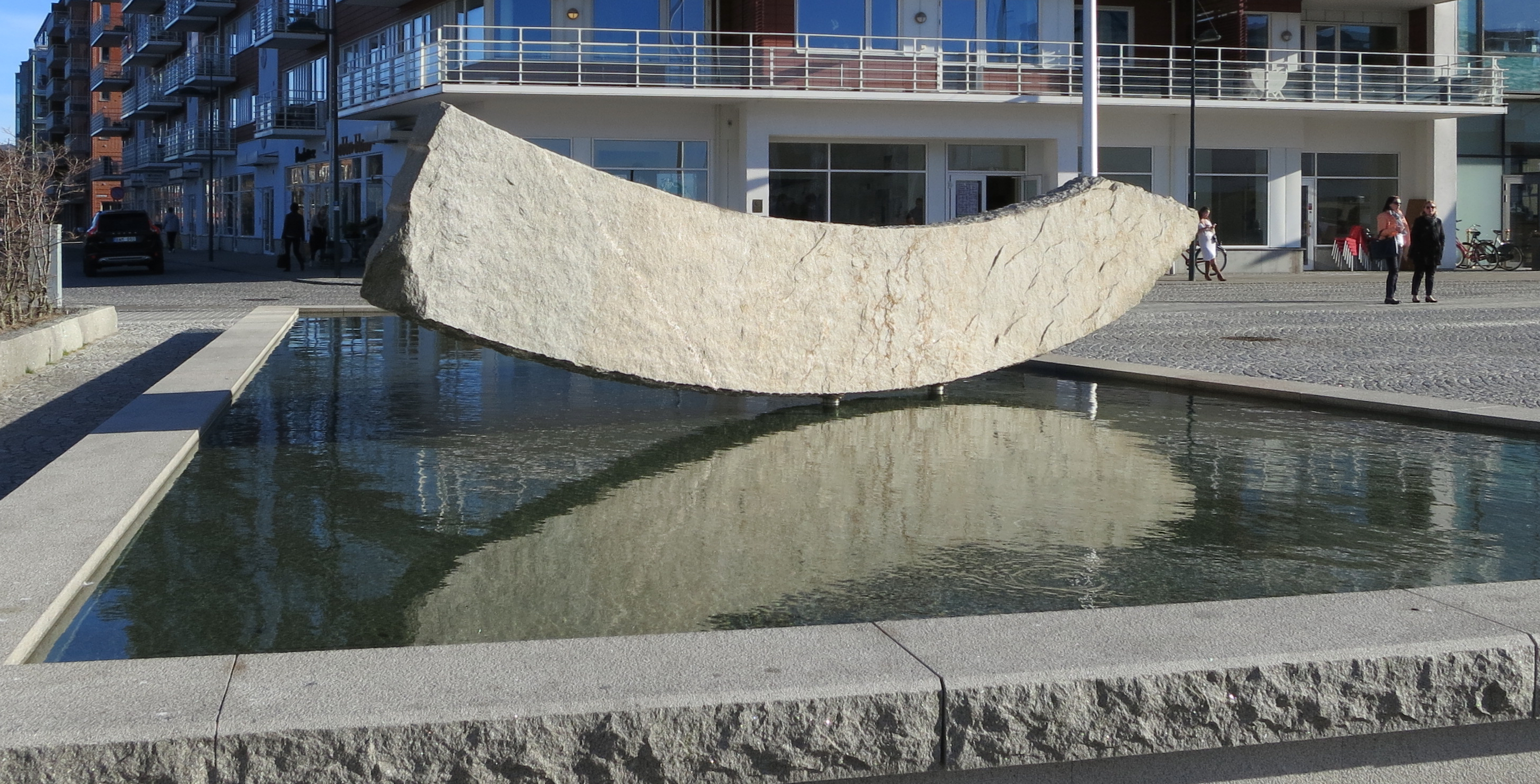
Arch på Dockplatsen i Västra hamnen i Malmö
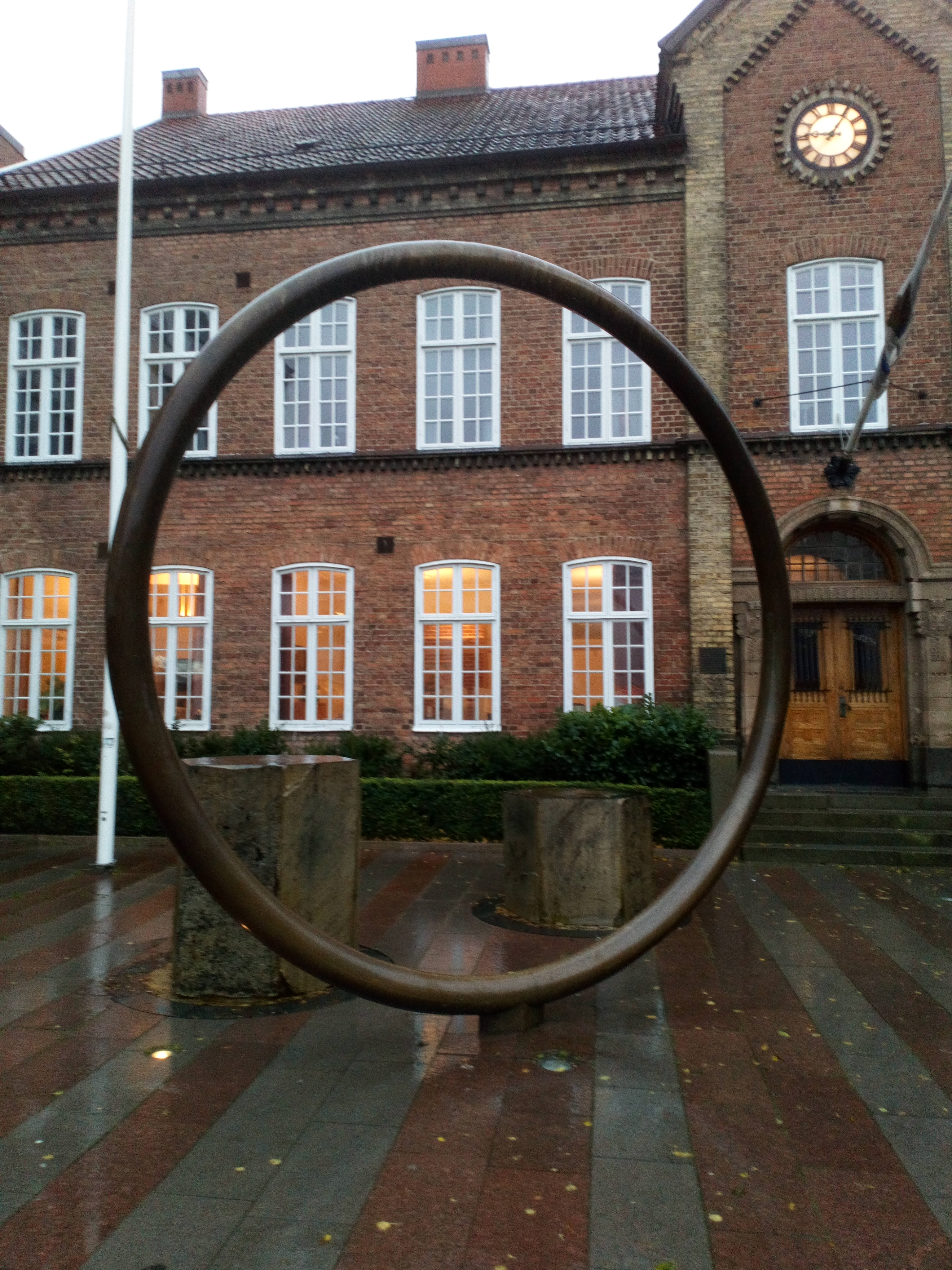
Mobile i Trelleborg